# Lepanthes monoptera
Lepanthes monoptera är en orkidéart som beskrevs av John Lindley. Lepanthes monoptera ingår i släktet Lepanthes och familjen orkidéer. Inga underarter finns listade i Catalogue of Life.